# Gerardo Hardinguey Banet
Gerardo Hardinguey Banet (Lugo, 29 de maig de 1937 - Madrid, 25 de setembre de 1998) va ser un polítics espanyol, senador dos cops i diputat a l'Assemblea de Madrid.

## Biografia
Estudia batxillerat en el Col·legi dels Germans Maristes de Lugo i es llicencia en Dret a Santiago de Compostel·la el 1964. Ha estat director de tres cursos internacionals d'estiu, amb alumnes de la Universitat de St. Johns a Cadis (1974,1975 i 1976). Director dels Cursos de Formació Social en la Universitat de Sta. María de la Rábida (1967-68). Ha estat Inspector General de Serveis de l'Administració Pública.
Ha estat Sotssecretari del Ministeri de Treball (1977-1980). Conseller didàctic (1964) i Sotssecretari General de l'Institut Social de la Marina, Delegat Provincial (1965-1970), director dels serveis provincials de Madrid fins a 1971 que fou nomenat sotssecretari general. Assessor de la delegació governamental espanyola en les Reunions Marítimes de la Conferència Internacional de Treball (Ginebra 1970 i 1976).
Militant d'UCD, a les eleccions generals espanyoles de 1977 fou escollit senador per la província de Lugo. No es presentà a la reelecció i deixà la política fins que a les eleccions a l'Assemblea de Madrid de 1987 fou elegit diputat pel CDS fins al 1991. Un any més tard va substituir Carlos Revilla Rodríguez com a president del CDS en la Comunitat de Madrid i en les eleccions generals de 1989, va obtenir de nou l'escó com a senador, en aquesta ocasió designat per l'Assemblea de Madrid.